# 152 (число)
Вижте пояснителната страница за други значения на 152.
152 (сто петдесет и две) е естествено, цяло число, следващо 151 и предхождащо 153.
Сто петдесет и две с арабски цифри се записва „152“, а с римски цифри – „CLII“. Числото 152 е съставено от три цифри от позиционните бройни системи – 1 (едно), 5 (пет), 2 (две).

## Общи сведения
- 152 е четно число.
- 152-рият ден от годината е 1 юни.
- 152 е година от Новата ера.